# Cordia expansa
Cordia expansa är en strävbladig växtart som beskrevs av Lingelsheim. Cordia expansa ingår i släktet Cordia, och familjen strävbladiga växter. Inga underarter finns listade i Catalogue of Life.